# Ensanche de Madrid

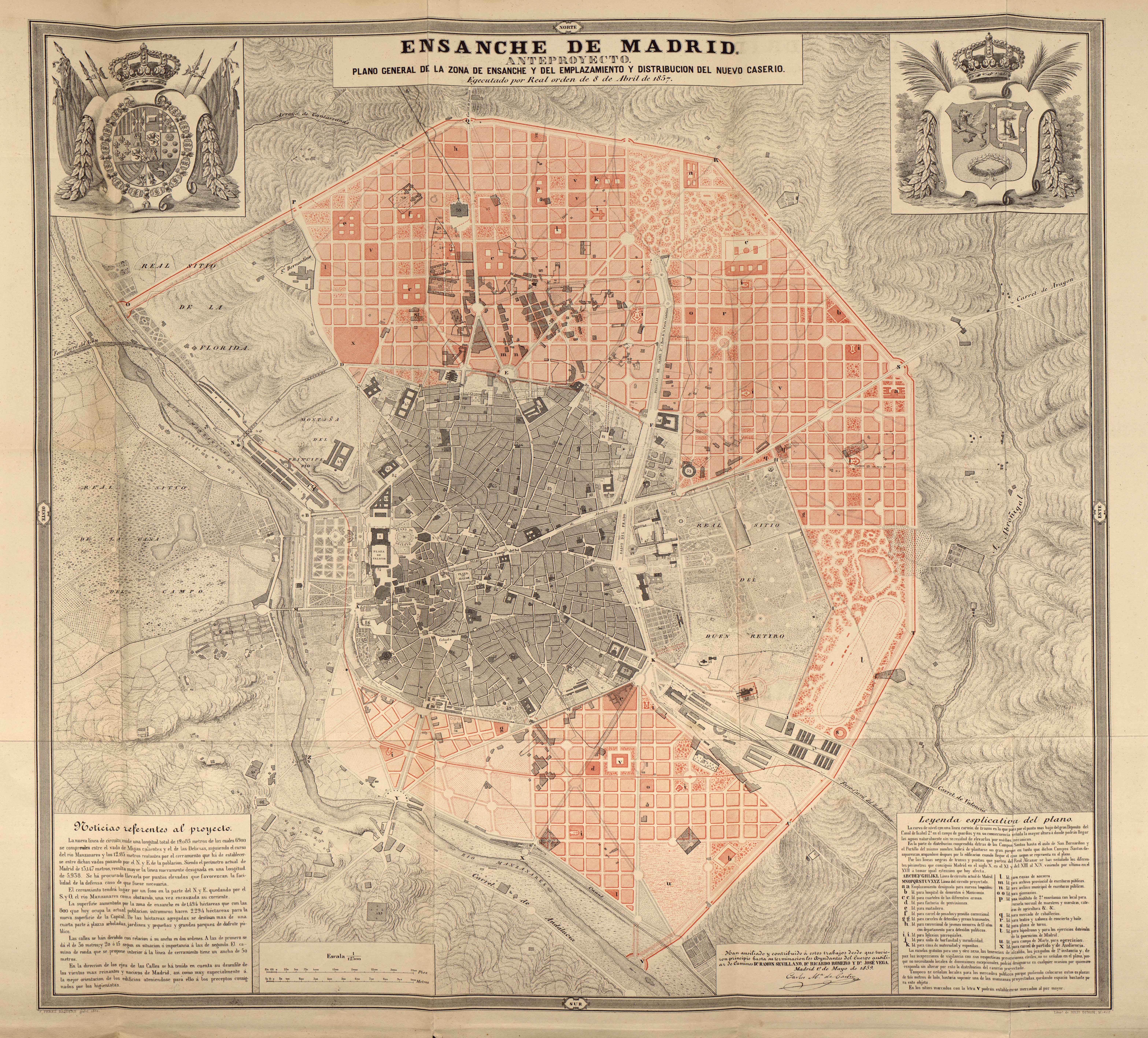
Mapa del proyecto del Ensanche (en rojo) y la villa de Madrid (en gris).

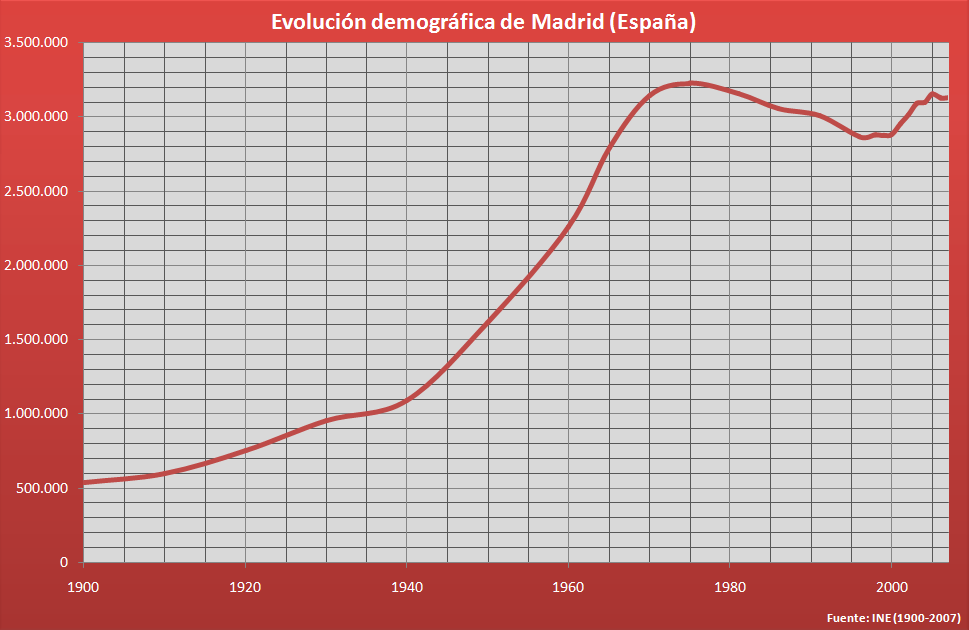
Evolución demográfica de Madrid durante el periodo 1900-2005.

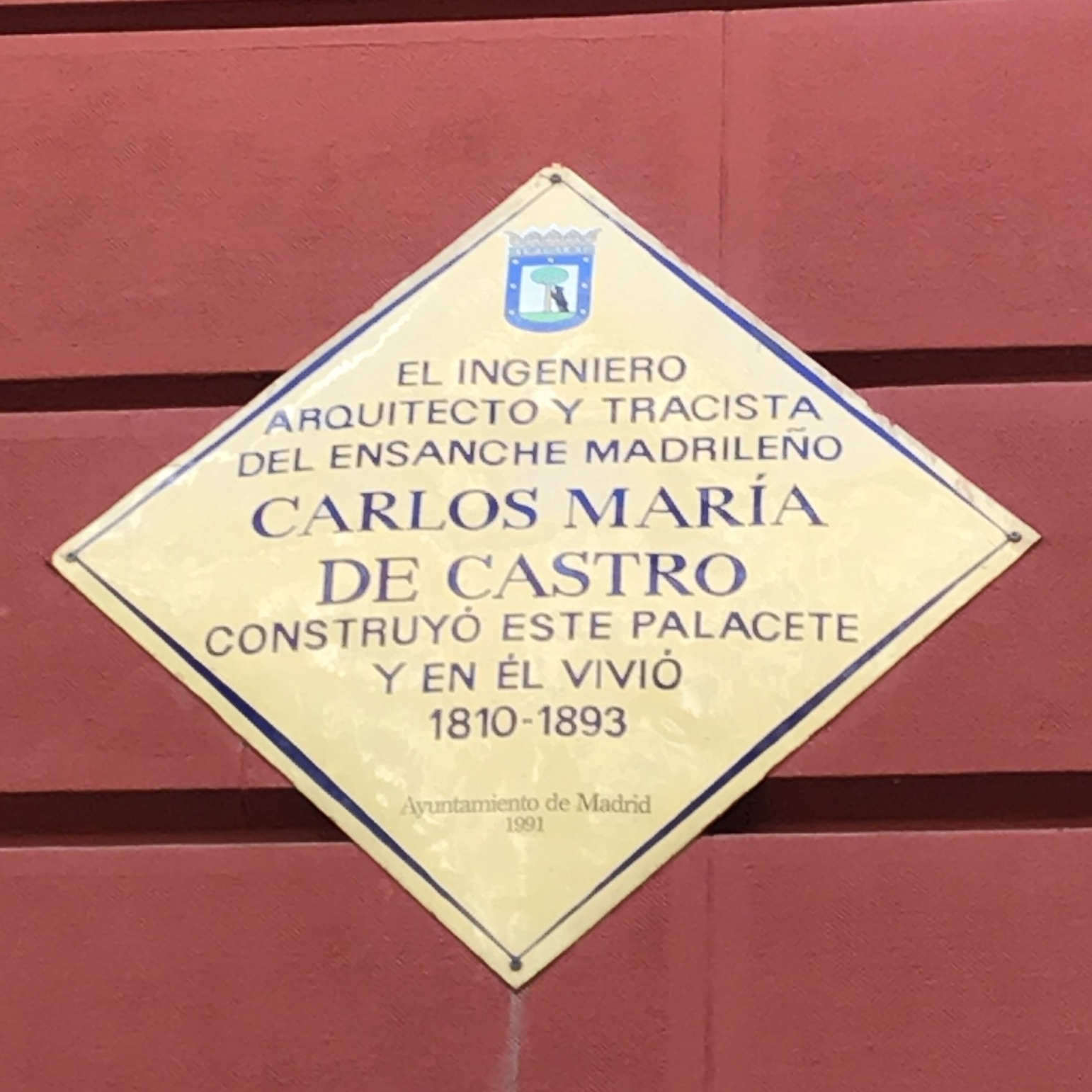
Placa conmemorativa en el Palacete de Carlos María de Castro en Madrid, diseñado por él mismo en 1864.

El Ensanche de Madrid (también conocido como Plan Castro) es un plan de ensanche realizado en Madrid a mediados del siglo XIX. El ensanche fue aprobado en 1860 y realizado a partir de 1871. La denominación «Plan Castro» es en honor a Carlos María de Castro, uno de sus urbanistas promotores. La idea de acomodar el crecimiento ordenado de la ciudad a una separación de barrios por clases sociales era una idea subyacente.
La redacción del anteproyecto se inició en 1857, cuando Madrid contaba con 271.254 habitantes, y la planificación alcanzaba una previsión de 100 años, al cabo de los cuales, según estimaba Castro, la ciudad alcanzaría los 450.000 habitantes, aunque esa previsión se vio rápidamente desbordada por el fuerte crecimiento demográfico auspiciado por el desarrollo industrial. Atacado desde el principio por propietarios de núcleos de edificación preexistentes no respetados por los trazados propuestos, criticado por prestigiosas figuras, como Ángel Fernández de los Ríos, y sometido desde sus inicios a presiones de intereses económicos, el plan de Castro se vio pronto inmerso en un continuo proceso de modificaciones. 

## Historia
Aunque el ensanche tuviera una fecha de inicio, responde a la necesidad de adecuar la ciudad de Madrid al crecimiento de población que va ocurriendo durante el siglo XIX. El ensanche dio lugar a la nueva construcción de barrios en la periferia del casco urbano existente antes de 1800. El ensanche no nació tan solo por la necesidad de una urbe más industrial y mercantil.

### Cronología
08.04.1857: Real Orden, promovida por el ministro de Fomento Claudio Moyano, disponiendo que se estudie un proyecto de ensanche para Madrid.
18.05.1857: Se encarga a Carlos María de Castro el estudio y formación del proyecto de ensanche de Madrid.
19.07.1860: Aprobación por Real Decreto del “Anteproyecto de Ensanche de Madrid” elaborado por Carlos María de Castro.
06.04.1864: Real Decreto, promovido por Cánovas del Castillo, por el que se eleva de tres a cuatro el número de plantas previstas en el Anteproyecto; se reducen del 50% al 30% los espacios dedicados a patios y jardines en áreas superiores a 10.000 m², y al 20% para las inferiores; y se establece que se compute en estos porcentajes la superficie destinada a calles particulares.
29.06.1864: Ley relativa al ensanche de las poblaciones.
20.04.1867: Real Orden mediante la que se dictan varias reglas para edificaciones del ensanche referentes, entre otras, a sótanos y torreones.
25.04.1867: Reglamento para ejecución de la Ley de 29 de junio de 1864 relativa a ensanche de las poblaciones. Permite aplicar al ensanche las Ordenanzas del centro de la ciudad. Esto supone, en la práctica, la posibilidad de construcción de cinco plantas más ático en el ensanche.
14.10.1868: Cese de Castro como director del Ensanche.
07.05.1873: Acuerdos del Ayuntamiento que modifican el plano de Castro: el acuerdo 1.º legaliza los cambios que hubiera anteriormente; el acuerdo 3.º reduce de 20 a 15 metros el ancho de las calles de 2.º orden; el acuerdo 4.º suprime los jardines proyectados sobre terrenos de propiedad particular.
22.12.1876: Ley de Ensanche de Poblaciones.
08.05.1877: Real Orden por la que se divide en el ensanche en tres zonas conforme a lo previsto en la Ley de Ensanche de Poblaciones de 1876, para cada una de las cuales se habría de llevar cuenta separada de ingresos y gastos.
26.07.1892: Ley de Ensanche de Madrid y Barcelona.
31.05.1893: Reglamento para la aplicación de la ley de 26 de julio de 1892 sobre ensanches de población de Madrid y Barcelona.
25.01.1898: Real Decreto aprobatorio del plano definitivo del ensanche.

### Motivación del ensanche
Diversos crecimientos de población ha tenido la ciudad de Madrid. Una de las primeras crecidas de población ocurre en 1561 cuando se traslada la Corte desde Toledo a Madrid. A comienzos del siglo XIX la ciudad de Madrid contaba con unos 220 000 habitantes, cifra que llegaría a 300 000 a finales de la década de 1850. El ritmo creciente de población en la capital española obligaba a planificar un crecimiento. La desamortización de Mendizabal hizo que fuera posible reacomodar el espacio de las iglesias derribadas para crear nuevas viviendas que dieran acogida a la creciente población madrileña. Sin embargo, dicho crecimiento se encontraba constreñido por la cerca construida por Felipe IV, erigida en 1625. La muralla fue construida con motivos más fiscales y sanitarios que defensivos. La muralla normalizaba hasta donde había llegado Madrid y hasta donde no debía seguir. Uno de los primeros proyectos de ensanche se presentó en 1787, debido a Gaspar Melchor de Jovellanos, que presentará al conde de Floridablanca un proyecto denominado Acrecentamiento de las posadas secretas con el objeto de evitar las casas falsas.

### Plan de Castro
El ensanche de Madrid se inició en 1846 por decisión del ministro Pidal y la constitución de una sociedad anónima. En 1846 Juan Merlo presentó un nuevo proyecto que fue rechazado por el ayuntamiento (según Mesonero Romanos). Los Ensanches que presenta Carlos María de Castro se dividen en grandes barrios, al mismo tiempo que determina numerosas reformas en los barrios existentes. El plan de ensanche se inspira en los planes urbanísticos de Haussmann en París. El plan propone un aumento de casi dos millares de hectáreas al norte y noroeste de la ciudad. El 19 de julio de 1860 se aprueba el Plan Castro para el ensanche de Madrid. Este desarrollo toma como punto de partida la Puerta del Sol. El desarrollo del ensanche se orienta hacia el norte de la ciudad, el área queda limitada en su perímetro por una red viaria conocida como «las Rondas» y que en la actualidad se compone de la av. de la Reina Victoria y las calles de Raimundo Fernández Villaverde, Joaquín Costa, Francisco Silvela y Doctor Esquerdo.

### Desarrollo
Las críticas vendrían de Ángel Fernández de los Ríos, cuya idea era la de despejar la Puerta del Sol creando diversos centros o plazas en la periferia de Madrid. Su preocupación por la comunicación entre diversas áreas era igual de importante que el propio «ensanche».
Este proceso de modificaciones no fue, sin embargo, suficiente para que el plan pudiese dar respuesta a la creciente demanda de alojamiento de las clases trabajadoras, principales protagonistas de la explosión demográfica. El bajo ritmo de ejecución del plan, unido sobre todo, a los altos precios que el suelo y la construcción alcanzaban en su ámbito, convirtieron el plan en un producto esencialmente destinado a la burguesía, mientras el proletariado se iba asentando masivamente en el extrarradio de la ciudad, formando barrios de muy baja calidad, carentes de todo tipo de infraestructuras. 
Hacia 1872 el ensanche empieza a hacerse visible con las primeras edificaciones a lo largo de la calle Serrano. En años anteriores ya se había iniciado el proceso de modificación del plan de Castro. Así, mediante un Decreto Real del 06/04/1864 se había elevado el número de plantas y se habían reducido los espacios dedicados a patios y jardines. Asimismo se había liberado de la obligación de destinar a servicios públicos las parcelas destinadas a tal fin. En otras palabras, a medida que se va desarrollando el plan, va siendo sometido a múltiples modificaciones, por lo que mediante un acuerdo municipal, fechado el 7/05/1873, se legalizaron todos los cambios puntuales que hasta entonces se habían ido introduciendo en el Anteproyecto. 

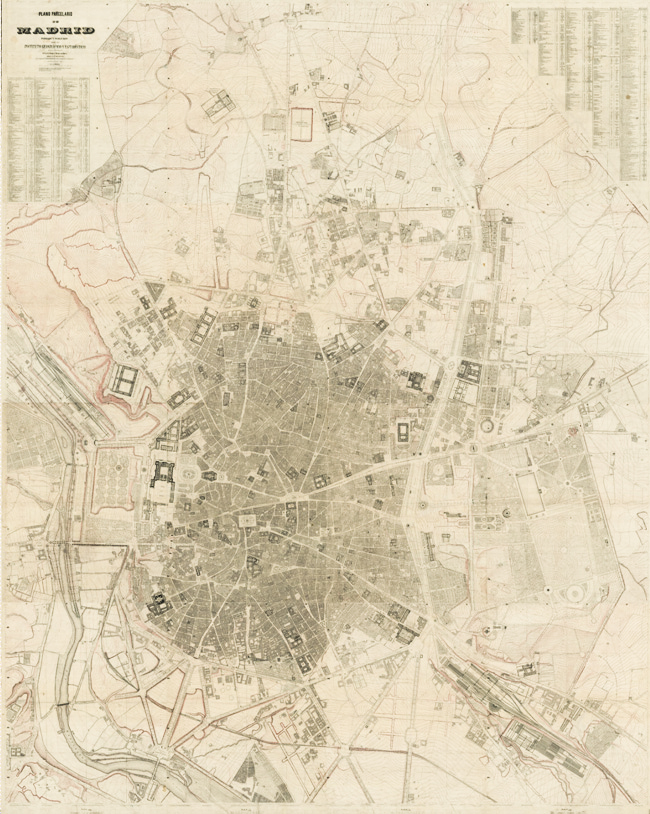
Comienzos del plan Castro y primeros impactos a nivel urbano en el Plano Parcelario de Madrid.

En el año 1900, aparece un nuevo plano, el de Facundo Cañada, donde los trazados del ensanche aparecen representados con variaciones respecto a los del anteproyecto, sobre todo en el norte y el sur. Allí las calles se ajustan a los paseos existentes antes del Anteproyecto de Castro y los barrios de Chamberí y Peñuelas se presentan más consolidados con base en las alineaciones anteriores a éste, que finalmente habían sido incorporadas al ensanche en los años 1868-69. Chamberí, se va configurando como un barrio eminentemente residencial, en contraposición con el uso fabril e industrial que Castro proponía para la zona. Peñuelas y el resto de sur, donde ya se han implantado las nuevas estaciones de ferrocarril de Delicias (1880) e Imperial (1881) que tampoco estaban contempladas en el Anteproyecto de Castro, se va convirtiendo en un lugar de asentamiento de clases populares y actividades ligadas al ferrocarril. El Paseo de la Castellana aparece flanqueado por hoteles de vivienda unifamiliar, en consonancia con el papel de barrio aristocrático que Castro le otorgaba.
Lo más relevante es que fuera del camino de ronda que delimita el ensanche, pueden observarse varios crecimientos espontáneos, desarrollados en torno a las vías de penetración en la ciudad.

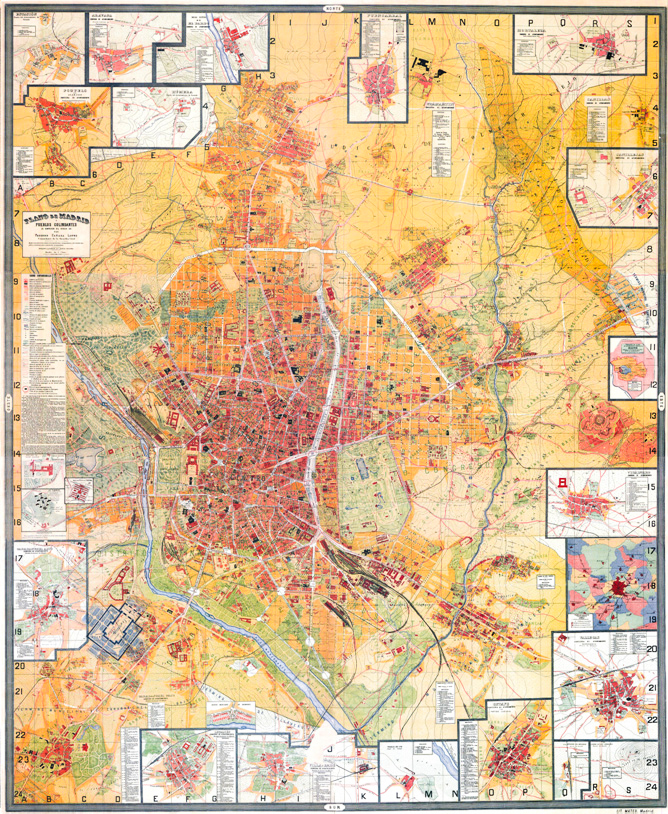
Los trazados del ensanche aparecen representados con variaciones respecto a los del Anteproyecto, sobre todo en el norte y el sur

## Ejecución del ensanche
El ensanche finalmente se dividió en tres zonas y para cada una de ellas habría que llevar la cuenta separada de ingresos y gastos conforme a lo previsto en la Ley de Ensanche de Poblaciones de 1876. Esto significa que cada zona tenía un presupuesto de urbanización independiente que se nutría con los fondos obtenidos de impuestos a los que se sometía a las construcciones allí existentes. 

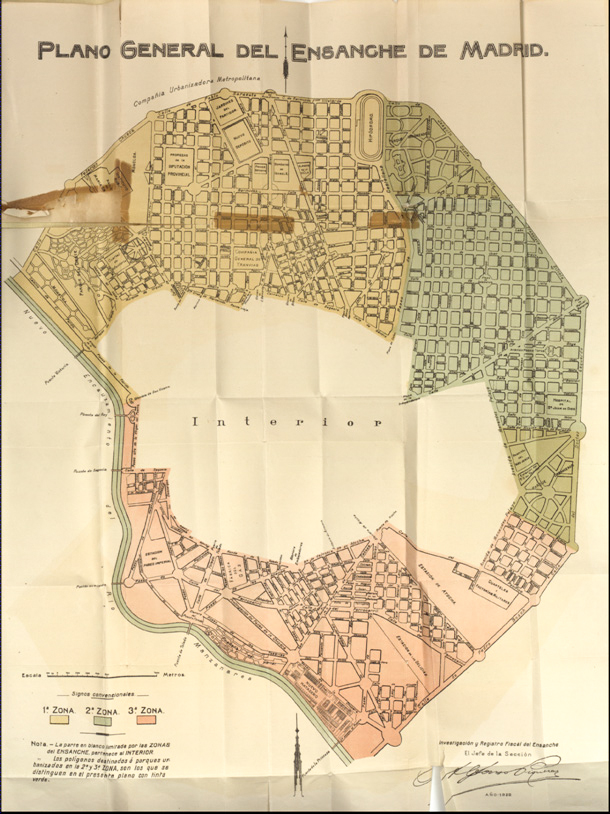
Plano General del Ensanche de Madrid

## Consecuencias del ensanche
Uno de los primeros barrios creados por el Ensanche fue el barrio de Argüelles. Los ensanches daban lugar a un mayor consumo de agua, con lo que hizo que fuera posible el protagonismo de la canalización de agua que estaba ideada para el Canal de Isabel II. El ensanche protagonizó un mayor tráfico de enlace mediante tranvía. Uno de los efectos más visibles fue la necesidad de comunicar dos barrios como el de Salamanca y Argüelles mediante la Gran Vía.

## Mapas o planos del proyecto
En agosto de 2018 apareció entre los Archivos de la Villa un plano de grandes dimensiones de 1859 en el que aparecen en varias capas de tinta superpuestas los distintos cambios y modificaciones que se iban haciendo al proyecto. El plano que era ampliamente conocido era la reproducción a menor escala del anteproyecto.

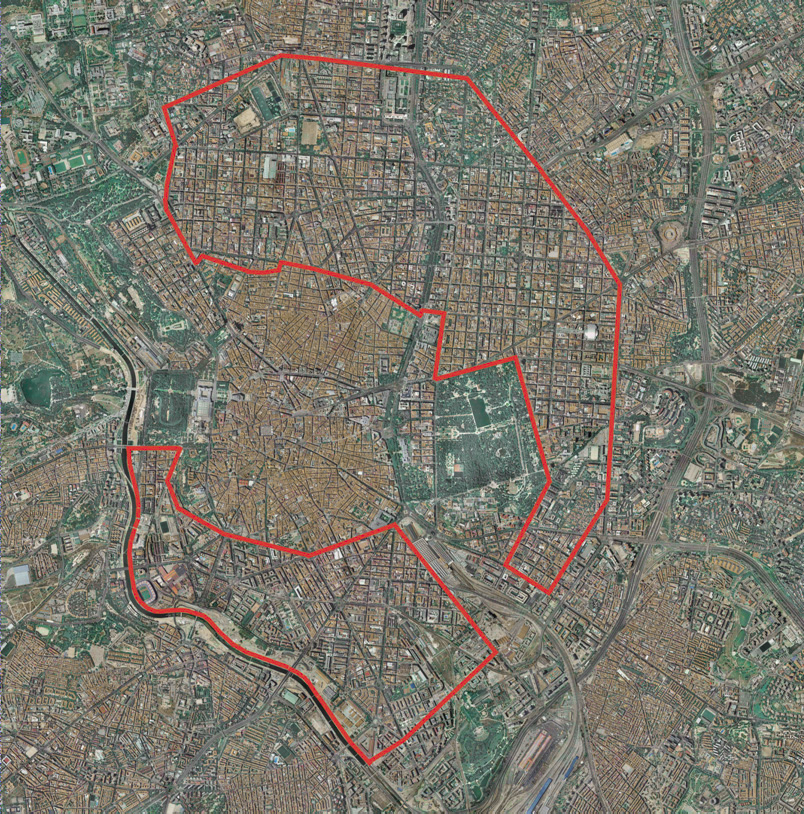
En la imagen se delimita el sector del Anteproyecto del Plan de Ensanche con respecto al área que ocupa Madrid hoy en día.

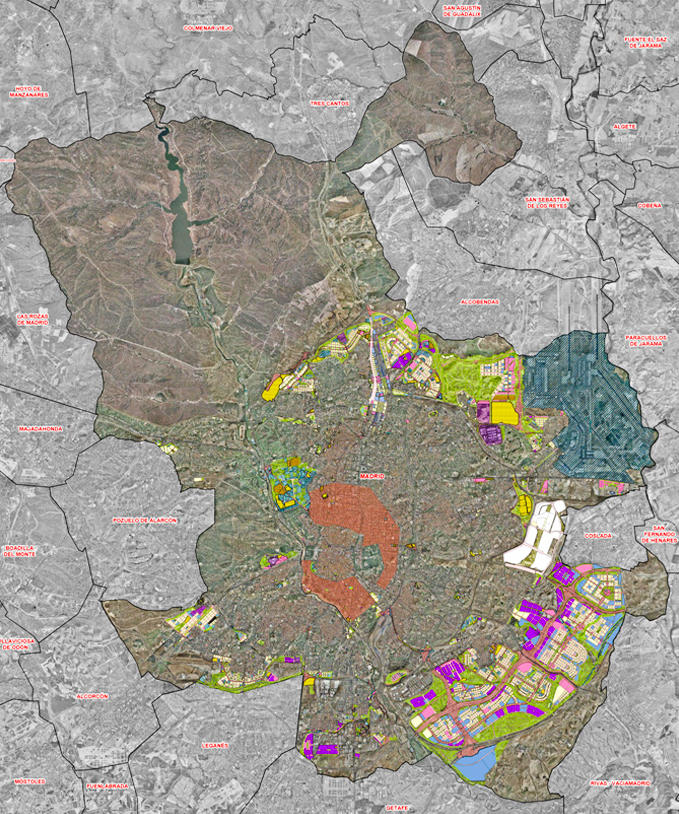
En la imagen se delimita el sector del Anteproyecto del Plan de Ensanche con respecto al área que ocupa Madrid hoy en día.